# Анчисхати
Анчисхати (груз. ანჩისხატი) — церковь VI века, посвящённая празднику Рождества Богородицы. Самая старая церковь Тбилиси из сохранившихся.

## История
Согласно грузинским летописям, церковь построена царём Иберии Дачи Уджармели (ок. 522—534 гг.), который сделал Тбилиси своей столицей. Первоначально посвящённая Рождеству Девы Марии, церковь получила второе название — Анчисхати — в 1675, когда сюда из Анчийского кафедрального собора (Тао-Кларджети) была перенесена древнейшая энкаустическая икона Спасителя — Анчийский Спас. Таким образом пытались уберечь при османском вторжении икону, для которой златокузнец Бека Опизари сделал в XII веке серебряный с золотыми вставками оклад. Икона хранилась в церкви Анчисхати в течение многих столетий, ныне она находится в Золотом фонде Государственного музея искусств Грузии.
Церковь была разрушена и восстановлена несколько раз в XV—XVII веках во время войн Грузии с персами и турками.
Кирпичная колокольня рядом с Анчисхати была построена католикосом Доментием III в 1675 году. Планировка церкви была сильно изменена в 1870-х, когда был добавлен свод.
В советское время церковь пришлось защищать от угрозы разрушения (активным защитником выступил Давид Арсенишвили), сохранённое здание занял музей изделий кустарного промысла, затем в нём располагалась художественная мастерская. С 1958 по 1964 год были проведены реставрационные работы (под руководством архитектора Р. Гвердцители), которые вернули сооружению облик XVII столетия. В 1989 году церковь снова стала действующей. Хор певчих храма Анчисхати известен ярким исполнением древнейших грузинских церковных песнопений.
С XVIII до 2-й половины XIX века в Анчисхати хранилась рукопись Светицховельского гулани, который после этого получил название Анчисхатского.

## Архитектура
Анчисхати — трёхнефная базилика с апсидами в форме подковы, что указывает на древность конструкции. Первоначально она была построена из блоков жёлтого туфа, во время реставрации 1958—1964 использовался кирпич. Здание имеет выходы на три стороны, но в наши дни используется только западный выход.
Внутри храма покоится католикос Евдемоз I Диасамидзе, возглавлявший Грузинскую православную церковь в 1630—1638 гг. Все иконы датируются XIX веком, кроме запрестольного образа, созданного по приказу католикоса Николоза VI (Амилахвари) в 1683 году.